# 死海麻雀

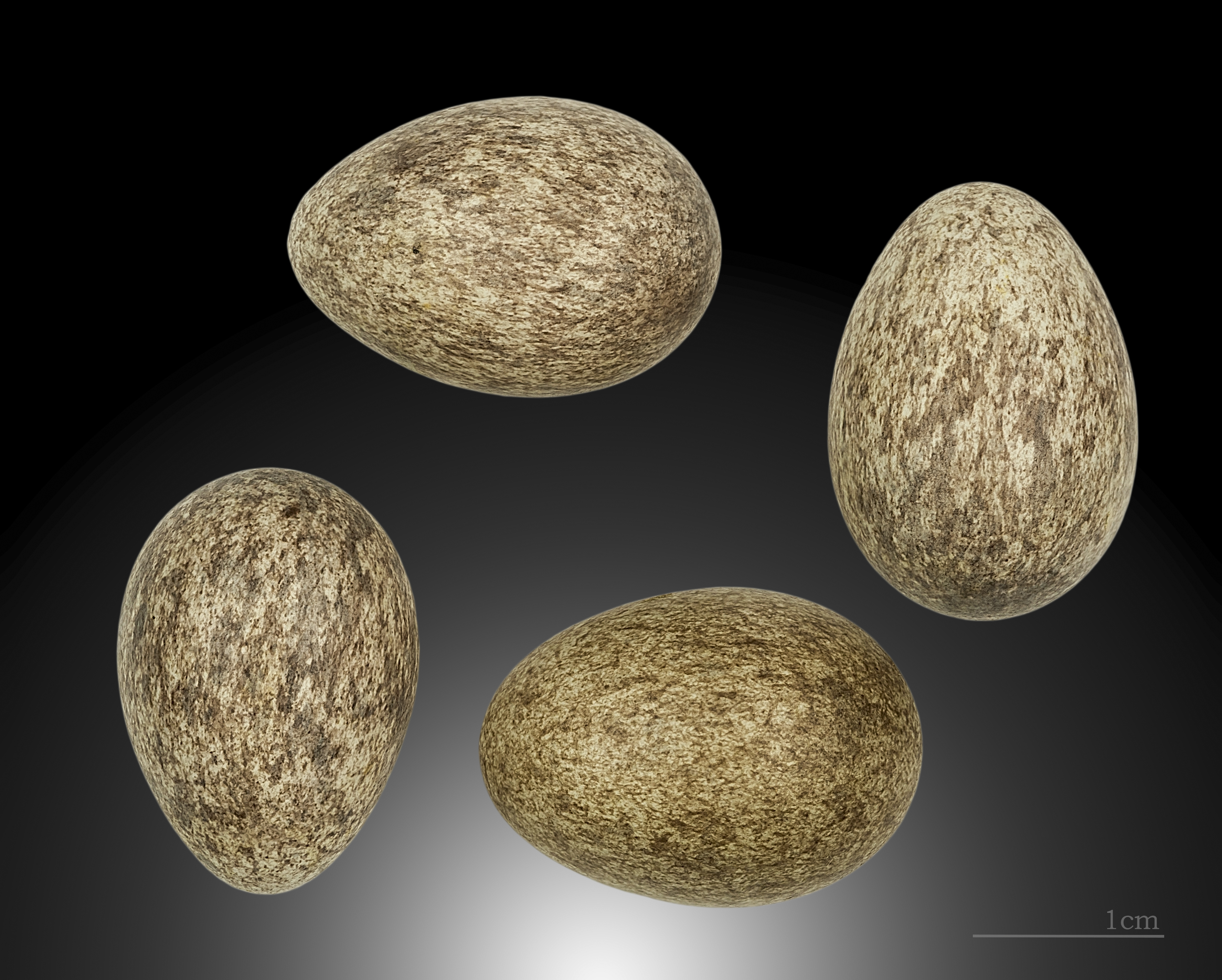
卵

死海麻雀（Passer moabiticus）是麻雀属下的一种鸟类，有两个亚种，一个分布于中东地区，一个分布于阿富汗西部和伊朗东部。体长在12-13厘米之间。其羽毛基本通体灰褐色，脖子有一圈黄色羽毛，有白色眉纹。

## 外部连接
- 维基共享资源上的相關多媒體資源：死海麻雀
- Dead Sea sparrow at the Internet Bird Collection （页面存档备份，存于）